# Onosma nangqenensis
Onosma nangqenensis là loài thực vật có hoa trong họ Mồ hôi. Loài này được Y.L. Liu mô tả khoa học đầu tiên năm 1980.